# Sarinui chueok
Memories of Murder (hangul 살인의 추억 Sarinui chueok) és una pel·lícula de thriller criminal neo-noir de Corea del Sud de l2003 dirigida per Bong Joon-ho, d'un guió de Bong i Shim Sung-bo, i basat en l'obra de teatre de 1996 Come to See Me de Kim Kwang-rim. És protagonitzada per Song Kang-ho i Kim Sang-kyung. A la pel·lícula, els detectius Park Doo-man (Song) i Seo Tae-yoon (Kim) lideren una investigació sobre una sèrie de violacions i assassinats que tenen lloc a Hwaseong a finals de la dècada de 1980.
El desenvolupament de la pel·lícula es va confirmar el setembre de 2002, després que CJ Entertainment comprés els drets de l'obra de Kim, que es basa lliurement en els els primers assassinats en sèrie confirmats de Corea del Sud. També està inspirat en la ficció policial i en elements de la vida personal de Bong. La fotografia principal va tenir lloc a tot Corea del Sud, incloent el comtat de Jangseong, comtat de Haenam i Jinju.
Memories of Murder es va estrenar per primera vegada a Corea del Sud el 2 de maig de 2003 per CJ Entertainment. La pel·lícula va rebre elogis de la crítica, amb elogis pel seu guió, la direcció de Bong, les actuacions del seu repartiment (especialment la de Song), el to i el muntatge. Va rebre nombrosos premis i nominacions, i ésconsiderada una de les millors pel·lícules mai fetes d'Àsia oriental.

## Argument
L'octubre de 1986, dues dones són trobades violades i assassinades als afores d'una petita ciutat. El detectiu local Park Doo-man, que no havia tractat abans un cas tan greu, està aclaparat. Les proves es recullen de manera incorrecta, els mètodes d'investigació de la policia són sospitosos i la seva tecnologia de forense és gairebé inexistent. Park afirma poder trobar sospitosos per contacte visual. Pregunta un noi discapacitat mental amb cicatrius, Baek Kwang-ho, perquè solia seguir a una de les víctimes per la ciutat. El company de Park, Cho, colpeja en Baek, obligant-lo a confessar.
Seo Tae-yoon, un detectiu de Seül amb més formació científica en anàlisi de l'escena del crim, s'ofereix per ajudar-los. Tanmateix, els seus mètodes i els de Park xoquen. Seo determina que Baek no és capaç de cometre els crims. Després d'estudiar de prop els informes de crims, descobreix que l'assassí colpejava les nits de pluja i apuntava a dones vestides de vermell. L'inspectora Kwon, la diligent però no reconeguda oficial del cos policial, va observar que la mateixa cançó fosca es va demanar a l'emissora de ràdio local la nit de cada crim.
Malgrat un control, la nit plujosa següent, l'assassí mata una dona a prop d'una mina de guix. La nit següent, Park, Cho i Seo vigilen l'escena del crim i interrompen un home que es masturba. El detenen, però la seva improvisada "confessió" no encaixa amb els detalls del crim. Esmenta una persona misteriosa que surt de les dependències d'una escola local; això encaixa amb una història similar que dues escolars locals van explicar a Seo la nit de l'assassinat més recent. Seo investiga i troba l'única víctima supervivent de l'assassí, una dona traumatitzada que viu a prop de les dependències. Ella li explica detalls que exclouen l'home detingut a l'escena del crim.
Park i Seo es barallen quan l'home és alliberat, però quan l'assassí torna a atacar, accepten treballar junts. La seva investigació els porta a Hyeon-gyu, un guapo empleat de la fàbrica de guix que va originar les peticions de cançons. Seo assenyala que les mans de Hyeon-gyu són suaus com la descripció del supervivent i que es va traslladar a la ciutat al voltant del moment del primer assassinat, però no té proves concretes. Escoltant de nou la "confessió" de Baek, s'adonen que havia vist un dels assassinats tal com es va produir. Van al restaurant dirigit pel pare de Baek, on es troben amb un Cho borratxo, que ha estat suspès de la policia per colpejar Hyeon-gyu. Quan altres clients es burlen de la policia per no resoldre el crim, Cho instiga una baralla. Baek colpeja Cho amb una pota de taula trencada, fent que un clau rovellat li punxi la cama, i surt corrent. Park i Seo el persegueixen, però abans que puguin saber el que sap, el Baek espantat s'ensopega davant d'un tren que passa i és mortt.
Les cames de Cho desenvolupen tètanus i s'haurà d'amputar. El forense descobreix semen en l'última víctima i en Seo envia la mostra als EUA per comparar amb la de Hyeon-gyu. La següent nit plujosa, Seo vigila a Hyeon-gyu però s'adorm i li perd la pista. La víctima era una de les col·legies amb qui s'havia fet amistat. Enfurismat, Seo ataca Hyeon-gyu l'endemà. Park l'interromp amb els resultats de la prova d'ADN. No són concloents: Hyeon-gyu no està ni confirmat ni exclòs com a sospitós. Seo intenta disparar a Hyeon-gyu de totes maneres, però Park l'atura i a Hyeon-gyu se'l permet marxar.
El 2003, els crims van romandre sense resoldre i Park ara és pare i empresari. Passa pel primer lloc del crim i s'atura al lloc on es va trobar la primera víctima. Una noia li diu que va veure un home al lloc exacte, que recordava alguna cosa que havia fet allà feia temps. Park li pregunta a la noia com és l'home, i ella respon que sembla molt normal. Sacsejat, Park trespassa la càmera.

## Repartiment
- Song Kang-ho com a Park Doo-man, el detectiu principal
- Kim Sang-kyung com a Seo Tae-yoon, un detectiu de Seül
- Kim Roi-ha com a Cho Yong-koo, la parella de Park
- Song Jae-ho com el sergent Shin Dong-chul
- Byun Hee-bong com el sergent Koo Hee-bong
- Vés a Seo-hee com a oficial Kwon Kwi-ok
- Ryu Tae-ho com a Jo Byeong-Sun, el segon sospitós
- Park No-shik com a Baek Kwang-ho, el sospitós inicial
- Park Hae-il com a Park Hyeon-gyu, el tercer sospitós
- Jeon Mi-seon com a Kwok Seol-yung, la núvia de Park Doo-man i després dona
- Yeom Hye-ran com a mare de So-hyeon

## Producció

### Desenvolupament
El 9 de setembre de 2002, Bong va anunciar l'inici del rodatge en una conferència de premsa celebrada al Kumho Museum of Art. Durant la conferència, Bong va abordar les dificultats de rodar la pel·lícula, dient que "tot i que van evitar la ubicació de l'incident, Hwaseong, durant el rodatge, es va fer amb cura ja que la família del les víctimes dels casos reals encara eren vives". En una entrevista amb el diari sud-coreà Hankook Ilbo l'agost de 2002, sobre la motivació per fer la pel·lícula, va respondre que com fanàtic de la ficció policial "pretenia representar l'horror que encara no s'ha revelat a través de les emocions evocades pel xoc de conceptes incomparables de paisatges escènics i cadàvers grotescos" juntament amb la limitació dels temps. El marc del conflicte i els elements d'investigació mitjançant l'ús de la ràdio FM es van agafar en préstec de l'obra Come to See Me, i l'escenari es va escriure a partir d'informes de casos reals de l'incident, així com d'entrevistes personals del detectiu que va ser implicat en el cas. La pel·lícula també pretenia reflectir les seves reflexions personals sobre el fracàs de la taquilla domèstica del seu treball anterior Flandersui gae, que va descriure com un " enumeració d'interessos personals".

### Filmació
El rodatge va tenir lloc al comtat de Jangseong, província de Jeolla del Sud. L'escena del camp de canyes es va filmar al comtat de Haenam, província de Jeolla del Sud amb fotografia de Kim Hyung-koo. Les escenes del túnel es van filmar al túnel de Jukbong situat a Jinju.

## Música
L'equip de producció inicialment es va posar en contacte amb molts compositors japonesos famosos com Joe Hisaishi, i tot i així va intentar trobar la música adequada que no "aclapara la pel·lícula", i més tard es va trobar sobre Taro Iwashiro. Bong i Iwashiro es van oferir dues oportunitats per intercanviar idees en reunions de 10 hores a Japó i Corea del Sud respectivament. Inicialment es van enviar més de 20 cintes de demostració a Bong, amb algunes modificacions com a resposta a les sol·licituds de Bong. Per reflectir els espais en blanc que es col·loquen intencionadament a les pantalles en els marcs de la pel·lícula així com la informació que faltava en el temps, la música es va compondre amb "ritmes gairebé connectats, però gairebé desconnectats" dels temps i l'assassinat.

## Recepció
Al cap d'un any del seu debut, Sarinui chueok es va rebre com una pel·lícula de culte. Més tard durant la dècada, va ser elogiat per nombroses publicacions internacionals, conegudes com una de les millors pel·lícules policials del segle XXI i una de les millors pel·lícules coreanes de tots els temps. Al lloc web de l'agregador de ressenyes Rotten Tomatoes, el 95% de les 80 opinions dels crítics són positives, amb una valoració mitjana de 8,2/10. El consens del lloc web diu: "Memories of Murder combina el gènere crim familiar amb la sàtira social i la comèdia, capturant la desesperació massa humana dels seus personatges clau. Metacritic, que utilitza una mitjana ponderada, va assignar a la pel·lícula una puntuació de 82 sobre 100, basada en 18 crítics, indicant "aclamació universal". Manohla Dargis de The New York Times va escriure, "Memories of Murder és un thriller tan tens i eficaç, és una llàstima que hagis de llegir els subtítols per avaluar com de bona és una pel·lícula. Si no parles coreà, és a dir. […] La pel·lícula en qüestió funciona millor que la majoria de thrillers de Hollywood i fins i tot com aquells procediments Law & Order. Desson Thomson de The Washington Post va qualificar la pel·lícula d'"implicant i muntada amb habilitat" i va opinar que "és tan emocionant per a la seva narrativa" girs i girs pel que fa a les seves textures i ritmes coreans." Peter Bradshaw de The Guardian li va donar quatre estrelles de cinc i va declarar: "Memories of Murder és una gran sàtira de laxitud i arrogància oficials, i la seva escena final és molt esgarrifosa." Derek Elley de Variety va descriure la pel·lícula com "un retrat poderós i de combustió lenta de la fal·libilitat humana."
Al final del recorregut nacional de la pel·lícula, l'havien vist 5.101.645 persones, convertint-la en la pel·lícula més vista durant l'any 2003 a Corea del Sud. Tot i que finalment va ser superat per Silmido, que es va estrenar el mateix any, la majoria de l'audiència de Silmido no la va veure fins al 2004. Al final de la pel·lícula, Memories of Murder també va ser la quarta pel·lícula més vista de tots els temps al país, després de Shiri' , Friend i Joint Security Area. L'èxit comercial de la pel·lícula va salvar una de les seves companyies de producció, Sidus Pictures, de la fallida.
Memories of Murder va rebre projeccions a diversos festivals internacionals de cinema, com ara el Festival Internacional de Cinema de Nova Zelanda, South Western International Film Festival, Festival de Cinema de Canes, Festival de Cinema de Londres, Festival Internacional de Cinema de Hawaii, Festival Internacional de Cinema de Tòquio i Festival Internacional de Cinema de Sant Sebastià, on Bong Joon-ho va guanyar el Premi al Millor Director.
El director Quentin Tarantino la va anomenar, juntament amb L'hoste de Bong, una de les seves 20 pel·lícules preferides des de 1992. Va ser també escollida com la millor pel·lícula coreana del segle. Sight & Sound la va incloure a la seva llista de "30 pel·lícules clau que van definir la dècada". Està la #63 ena la llista de Slant Magazine les 100 millors pel·lícules de la primera dècada del 2000.
El 2010, Film Comment va enumerar les seves millors pel·lícules de la dècada basant-se en una enquesta internacional de diversos cinèfils, inclosos cineastes, crítics acadèmics. Dues pel·lícules dirigides per Bong Joon-ho es van incloure a la llista – L’hoste (#71) i Memories of Murder (#84).

## Llançament
El 2020, el distribuïdor NEON havia adquirit els drets per restaurar Memories of Murder. La pel·lícula va sortir a Blu-ray el 20 d'abril de 2021 i va ser distribuïda per The Criterion Collection.

## Cas de la vida real
Tot i que mai es va esmentar un recompte total de cadàvers a la pel·lícula, almenys 10 assassinats similars es van cometre a la zona de Hwaseong entre octubre de 1986 i abril de 1991 en el que es va conèixer com els assassinats en sèrie de Hwaseong.
Alguns dels detalls dels assassinats presentats a la pel·lícula, com ara que l'assassí va amordaçar les dones amb la roba interior, es van extreure del cas. Com a la pel·lícula, a l'escena del crim, els investigadors van trobar fluids corporals sospitosos de pertànyer a l'assassí, però no van tenir accés a l'equip per determinar si l'ADN coincideix amb l'ADN sospitós fins al final de les investigacions. Després del novè assassinat, les proves d'ADN es van enviar al Japó (a diferència de la pel·lícula, on es van enviar a Amèrica) per a l'anàlisi, però els resultats no coincidien amb cap sospitós.
En el moment de l'estrena de la pel·lícula, l'assassí real encara no havia estat capturat. A mesura que el cas s'acostava a arribar a l'estatut de limitacions, el principal Partit Uri de Corea del Sud va intentar modificar la llei per donar més temps als fiscals per trobar l'assassí. No obstant això, l'any 2006 es va arribar a la prescripció de l'última víctima coneguda.
Més de 13 anys després, el 18 de setembre de 2019, la policia va anunciar que un home d'uns 50 anys, Lee Choon-jae, havia estat identificat com a sospitós dels assassinats. Va ser identificat després que l'ADN de la roba interior d'una víctima fos combinat amb la seva, i les proves d'ADN posteriors el van relacionar amb quatre dels altres assassinats en sèrie no resolts. En el moment en què va ser identificat, ja estava complint una cadena perpètua a una presó de Busan per la violació i l'assassinat de la seva cunyada.
Lee va negar inicialment qualsevol implicació en els assassinats en sèrie, però, el 2 d'octubre de 2019, la policia va anunciar que havia confessat haver matat 14 persones, inclosos els 10 assassinats en sèrie. Dos dels quatre assassinats addicionals van passar a Suwon, i els altres dos van passar a Cheongju; a l'octubre de 2019, els detalls sobre les víctimes no s'han donat a conèixer perquè la investigació està en curs. A més dels assassinats, Lee també va confessar més de 30 violacions i intents de violació.
Després de la identificació de Lee, Bong Joon-ho va comentar: "Quan vaig fer la pel·lícula, tenia molta curiositat, i també vaig pensar molt en aquest assassí. Em vaig preguntar com semblaria". Més tard va afegir, "Vaig poder veure una foto de la seva cara. I crec que necessito més temps per explicar realment les meves emocions a partir d'això, però ara mateix m'agradaria aplaudir el cos policial pel seu esforç interminable per trobar el culpable"

## Premis i honors
2003 Chunsa Film Art Awards
- Millor pel·lícula
- Millor director: Bong Joon-ho
- Millor actor: Song Kang-ho
- Millor actor secundari: Park No-shik
- Millor guió: Bong Joon-ho, Shim Sung-bo
- Millor fotografia: Kim Hyung-koo
- Millor edició: Kim Sun-min

2003 Premis dels Crítics de Cinema de Busan
- Millor director: Bong Joon-ho
- Millor guió: Bong Joon-ho

2003 Grand Bell Awards
- Millor pel·lícula
- Millor director: Bong Joon-ho
- Millor actor: Song Kang-ho

2003 Festival Internacional de Cinema de Tòquio
- Millor pel·lícula asiàtica

2003 Blue Dragon Film Awards
- Millor fotografia: Kim Hyung-koo

2003 Premis del Cinema Coreà
- Millor pel·lícula
- Millor director: Bong Joon-ho
- Millor actor: Song Kang-ho
- Millor guió: Bong Joon-ho i Shim Sung-bo
- Millor fotografia: Kim Hyung-koo
- Millor edició: Kim Sun-min

2003 Director's Cut Awards
- Millor director: Bong Joon-ho
- Millor actor: Song Kang-ho
- Millor productor: Cha Seung-jae

2003 Festival de Cinema de Torí
- Millor guió: Bong Joon-ho i Shim Sung-bo

2004 Festival de Cinema Policial de Cognac
- Primer premi
- Premi Premier

## Adaptació
El guionista Kim Eun-hee (Sign, Phantom) es va adjuntar a una adaptació televisiva amb el títol provisional Signal, que es va emetre a tvN el 2016.
Gap-dong, que es va emetre a tvN el 2014, també es va inspirar vagament en la pel·lícula.
La pel·lícula de Bollywood Footfairy també es va basar lliurement en la pel·lícula.